# Ibompoï
Ibompoï est un village de la commune de Massock-Songloulou; située dans le département de la Sanaga-Maritime et la région du Littoral au Cameroun. 

## Population
Lors du recensement de 2005, 54 personnes y ont été dénombrées.